# Sulawesizwergfischer
Der Sulawesizwergfischer oder Rostfischer (Ceyx fallax) ist eine Vogelart aus der Familie der Eisvögel (Alcedinidae). Die Art gilt als monotypisch. Das Verbreitungsgebiet erstreckt sich auf die Insel  Sulawesi. Der ursprünglich als Unterart des Sulawesizwergfischers geltende Talaudzwergfischer ist heute als eigenständige Art Ceyx sangirensls (A. B. Meyer & Wiglesworth 1898) anerkannt.

## Merkmale
Der Sulawesizwergfischer erreicht eine Gesamtlänge von 12 cm. Die Geschlechter sehen gleich aus. Die Flügellänge beträgt bei den Männchen 56 bis 59 mm, bei den Weibchen 57 bis 61 mm, die Schwanzlänge beträgt bei den Männchen 19 bis 22 mm, bei den Weibchen 21 bis 22 mm. Die Schnabellänge beträgt bei den Männchen 28 bis 38 mm, bei den 34 bis 37 mm. Die Lauflänge beträgt bei den Männchen 8 bis 10 mm, bei den Weibchen 9 bis 10 mm. Bei den Altvögeln ist die Stirn schwarz. Der Oberkopf ist schwarz mit einer blauen Sprenkelung. Die Zügel sind gelbbraun. Der Augenstreif, die Wangen, der Bartstreif und die Halsseiten sind lila. Die Ohrdecken sind rötlichbraun. Die Halsseiten glänzen rostgelblich. Nacken, Mantel und Schultern sind dunkel rötlichbraun. Rücken, Bürzel und Unterschwanzdecken sind glänzend kobaltblau. Der Schwanz ist schwarz. Die Flügel sind braun-schwarz, die kleinen und mittleren Flügeldecken haben glänzend lila Spitzen. Die großen Flügeldecken, die Schirmfedern und die Armschwingen haben breite dunkel rötlichbraune Säume. Kinn und Kehl sind cremefarben. Die Brust ist dunkelorange. Die Flanken, der Bauch, die Unterschwanzdecken und die Unterflügeldecken sind heller orange. Die Brust und die Oberschwanzdecken weisen allgemein eine kräftige violette Verwaschung auf. Der Schnabel ist rot, die Augen sind dunkelbraun. Beine und Füße sind orange-rot. Die vierte Zehe ist verkümmert, nicht vernagelt und hat einen einzelnen Knochen, der kleiner als 2 mm lang ist. Bei den juvenilen Vögeln ist die Oberseite dunkler und matter als bei den Altvögeln. Beim Gefieder fehlt die violette Verwaschung. Der Schnabel ist schwärzlich mit einer hellen Spitze.

## Lebensraum
Der Sulawesizwergfischer ist ein Standvogel, der Tieflandwälder und Mittelgebirgswälder in Höhenlagen von Meereshöhe bis 1000 m bewohnt. Bevorzugt sind Höhenlagen bei 600 m. Er ist nicht in der Nähe von Gewässern anzutreffen.

## Lebensweise
Über seine Lebensweise ist nur wenig bekannt. Zu seiner Nahrung zählen Insekten, wie z. b. Grashüpfer, und Echsen. Er geht einzeln oder paarweise auf Nahrungssuche und hält sich tief in den Wäldern auf. Von dieser Art ist nur ein Nest bekannt, das vom Ornithologen Dick Watling im Oktober 1979 im Nationalpark Lore Lindu entdeckt wurde. Es war in einem Tunnel in einer Erdanhäufung, die sich in einiger Entfernung zu einem Fluss befand.

## Status
Der Sulawesizwergfischer wird von der IUCN auf die „Vorwarnliste“ (near threatened) gesetzt. Die Bestandsgröße dieser Art wurde bisher nicht ermittelt, sie wird aber allgemein als selten beschrieben, obwohl  sie in Teilen Sulawesis, wie z. B. dem Panua Nature Reserve, wahrscheinlich etwas zahlreicher ist.